# Vladimir Bakarić (pisac)
Vladimir Bakarić (2. studenoga 1966.) vinkovački je književnik i glazbenik.
Osnovnu školu završio je u Vinkovcima, a srednju u Zagrebu, gdje je kasnije i diplomirao na Fakultetu prometnih znanosti.

## Karijera
Dosad je objavio 18 knjiga za djecu i mlade, te jednu slikovnicu.
Dobitnik je nagrade „Mato Lovrak” za najbolji roman za djecu i mlade u 2006. godini, nagrade Vukovarsko-srijemske županije za izniman doprinos dječjoj književnosti 2007. godine te nagrade Zlatni grb Grada Vinkovaca za izuzetna ostvarenja na području kulture te doprinos promoviranju Grada Vinkovaca kroz književnost za djecu i mladež 2015. godine, te priznanje Općine Velika za promicanje iste.
Pripovijetka Nešto poslije ponoći uprizorena mu je na kazališnim daskama u produkciji GK „Joza Ivakić” Vinkovci (2006.), a svojim kraćim djelima i poezijom uvrštavan je u zbornike Hrvatskog društva književnika za djecu i mlade, i brojne druge zbornike. Njegovo je književno stvaralaštvo predstavljeno u sveučilišnom udžbeniku Pregled hrvatske dječje književnosti (Stjepan Hranjec, Školska knjiga, 2006.). 
Knjigu Zagrebački grafiti – Ekskurzija odabrao je stručni ocjenjivački sud u fond koji je predstavljao Hrvatsku lijepu knjigu na izložbama Book Art International u Frankfurtu i Best Designed Books All Over The World u Leipzigu te je postala dio fonda German Book and Type Museum, koji je dio njemačke Nacionalne knjižnice. 
Knjige su mu prevedene i objavljene i u inozemstvu.
Dugo je pisao vrlo čitanu kolumnu Priče sa zapadne strane na službenoj web-stranici HNK Cibalije Vinkovci, čiji je vatreni navijač.
Paralelno s književnošću bavi se i glazbom.
Krajem 2010. godine u izdanju Croatia Recordsa objavljen je glazbeni CD grupe the Karambol pod nazivom Svirepo i brutalno, a 2023. godine i drugi album Nakon svega, na kojima je, uz ostale članove grupe, autor tekstova i glazbe, tako da se njegova djela, osim na književnim top-listama knjižnica, nalaze i na glazbenim top-listama. Osnivač je i humanitarnog festivala Rock Marinfest u Vinkovcima, koji okuplja najeminentnija glazbena imena iz Hrvatske i inozemstva.
Autor je jednog (Aveti prošlosti), te suradnik na još četiri dokumentarna filma. 
Idejni je začetnik i osnivač Festivala dječje knjige u Vinkovcima.
Član je Društva hrvatskih književnika, Matice hrvatske, Društva književnika za djecu i mlade – kluba prvih pisaca i Hrvatskog društva skladatelja. 
Urednik je brojnih knjiga te biblioteke za djecu i mlade Grafiti.
Živi i radi u Vinkovcima.

## Diskografija

### Albumi:
1. MP Djetinjstvo (VN, 2007.)
2. MP 80-te (VN, 2010.)
3. Svirepo i brutalno (Croatia Records, 2010.)
4. Nakon svega (Croatia Records 2023.)

### Kompilacije:
1. Novi Zvuk (Croatia Records, 2009.)
2. Cibalia (Ultras, 2009.)
3. Rockument (Croatia Records, 2011.)
4. CMC 200 (Croatia Records, 2019.)
5. Rockanje u Vinkovcima (Croatia Records, 2021.)

### Gostovanje:
1. Shorty - Veličina nije bitna, Ne vjeruj mi (Croatia Records, 2009.)

### Singlovi i spotovi:
1. Svirepo i brutalno ft. Shorty (redatelj Marko Zeljković - Zelja, VN, 2007.)
2. Djetinjstvo (redatelj Marko Zeljković - Zelja, VN, 2007.)
3. Pobuna (redatelj Marko Zeljković - Zelja, VN, 2008.)
4. Što mi život nikad nije dao ft. Ultras (redatelj Marko Zeljković - Zelja, Ultras, 2009.)
5. Ne mislim na tebe (redatelj Marko Zeljković - Zelja, Croatia Records, 2009.)
6. Ne vjeruj mi ft. Shorty (redatelj Darko Drinovac, Croatia Records, 2010.)
7. Svirepo i brutalno ft. Shorty (official i remix version) (redatelj Marko Zeljković - Zelja, Croatia Records, 2010.)
8. Oću van (redatelj Marko Zeljković - Zelja, Croatia Records, 2011.)
9. Zadrži dah (redatelj Marko Zeljković - Zelja, Croatia Records, 2013.)
10. Čudne njuške ft. Jale (redatelj Domagoj Farago L - Patron, Croatia Records, 2014.)
11. Vatra (redatelj Josip Grizbaher, Croatia Records, 2015.)
12. Budi svoj (redatelj Josip Grizbaher, Croatia Records, 2019.)
13. Divan dan (redatelj Saul Tikvić, Multi Music Media, Croatia Records, 2023.
14. Potpuno siguran (redatelj Saul Tikvić, Multi Music Media, Croatia Records, 2023.)
15. Ona nije tu (redatelj Josip Grizbaher, Multi music Media, Croatia Records, 2025.)